# 風外慧薫

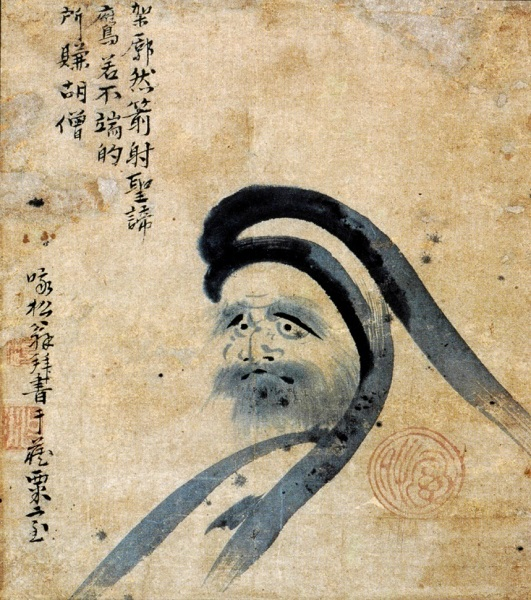
風外慧薫が制作したとされている「達磨図」

風外 慧薫（ふうがい えくん、1568年（永禄11年）- 1654年（承応3年）ごろ）は、江戸時代前期の曹洞宗の僧、絵仏師である。

## 経歴・人物
永禄11年（1568年）、上野国碓氷郡土塩村（現・群馬県安中市松井田町土塩）に生まれる。土塩の乾窓寺に入った後長源寺（安中市上後閑）で得度したとの説もあるが、乾窓寺の開山時期からそれは考えにくく、はじめから長源寺に入寺得度したとも考えられている。また雙林寺においても修行したとされている。
その後相模国小田原の成願寺の住職となった。数年後には、曽我山中の洞窟にて達磨や布袋等の肖像画を描き、絵仏師として活動したとされている。風外が幽居したという洞窟（横穴墓）は、小田原市田島と上曽我の2箇所に存在する。また、この頃には穴風外や古風外といった俗称も生まれた。
寛永5年（1628年）ごろに真鶴へと移り住み、風外寿塔、貴船神社に伝わる自筆の「貴宮大明神縁起」（慶安3年（1650年））などを残している。
その後竹渓院（静岡県伊豆の国市原木の竹慶院）に移り3年間留まったという。そこからさらに終の住処として浜名湖を望む遠江国金指石岡（現・浜松市引佐町金指）に庵を営んだという。
最期は、青銅300文で人を雇って墓穴を掘らせ、そこに入って立ったまま入滅したと伝えられている。
東京都墨田区向島の弘福寺には真鶴で風外が供養したという両親の石像が現存し、現在は「咳の爺婆尊」として崇敬を集めている。
山崎美成『名家略伝』などでは風外と鉄牛道機に親交があったとしているが、時代が合わず史実とは認められない。